# Samira Efendi
Samira Azer gizi Efendiyeva (en azéri : Samirə Azər qızı Əfəndiyeva, née le 17 avril 1991 à Bakou en Azerbaïdjan), plus connue sous le nom Samira Efendi ou parfois Efendi, est une chanteuse azérie. Elle devait, avec sa chanson Cleopatra, représenter l'Azerbaïdjan au Concours Eurovision de la chanson 2020, qui devait se dérouler à Rotterdam aux Pays-Bas, cependant, à la suite de la pandémie de COVID-19, le concours 2020 fut annulé. Elle représentera tout de même l'Azerbaïdjan au Concours Eurovision de la chanson 2021 avec la chanson « Mata Hari » et termine à la 20e place en finale.

## Jeunesse et débuts
Née dans la capitale azérie, Bakou, d'une famille de militaires, Samira Efendiyeva s'intéresse à la musique dès son enfance. À l'âge de trois ans, elle devient soliste dans la philharmonie pour enfants de Bakou. Elle a également fréquenté une école de musique, où elle a appris à jouer du piano. En 2006, Samira commence à étudier à l'école de musique Asəf Zeynallı, qui est l'école de musique principale de Bakou.

## Carrière
Samira participe à la saison 2015/2016 de l'émission de télé-crochet Səs Azərbaycan, la version azérie de The Voice, où elle finira à la troisième place en finale.
Elle participe en 2017 au festival Silky Way Star, à Almaty au Kazakhstan, où elle finira à la troisième place.

Elle a également représenté son pays au festival Voice of Nur-Sultan au Kazakhstan, en 2019.

Samira Efendi a tenté à cinq reprises de participer au Concours Eurovision de la chanson. Elle y parvient pour l'édition 2020, qui se déroulera à Rotterdam aux Pays-Bas. Sa chanson, intitulée Cleopatra, sort le 10 mars 2020. À la suite de l'annulation de cette édition, due à la pandémie de Covid-19, sa participation est reconduite pour l'édition 2021.

## Discographie
- 2019 : Yarımın yarı
- 2019 : Sen gelende
- 2019 : Yol ayrıcı
- 2020 : Cleopatra
- 2021 : Mata Hari